# Рукометна репрезентација Египта
Рукометна репрезентација Египта је рукометни тим који представља Египат на међународним такмичењима и под контролом је Рукометног савеза Египта.

## Учешћа на међународним такмичењима

### Олимпијске игре
- 1936. - Није учествовала
- 1972. - Није учествовала
- 1976. - Није учествовала
- 1980. - Није учествовала
- 1984. - Није учествовала
- 1988. - Није учествовала
- 1992. - 11. место
- 1996. - 6. место
- 2000. - 6. место
- 2004. - 12. место
- 2008. - 10. место

### Светска првенства
- 1938. - Није учествовала
- 1954. - Није учествовала
- 1958. - Није учествовала
- 1961. - Није учествовала
- 1964. - 15. место
- 1967. - Није учествовала
- 1970. - Није учествовала
- 1974. - Није учествовала
- 1978. - Није учествовала
- 1982. - Није учествовала
- 1986. - Није учествовала
- 1990. - Није учествовала
- 1993. - 12. место
- 1995. - 6. место
- 1997. - 6. место
- 1999. - 7. место
- 2001. - 4. место
- 2003. - 15. место
- 2005. - 14. место
- 2007. - 17. место
- 2009. - 14. место
- 2011. - 14. место
- 2013. - 16. место

### Афричка првенства
- 1974. - Није учествовала
- 1976. - Није учествовала
- 1979. -  2. место
- 1981. - 4. место
- 1983. - 4. место
- 1985. -  2. место
- 1987. -  2. место
- 1989. -  2. место
- 1991. -  Првак
- 1992. -  Првак
- 1994. -  3. место
- 1996. -  3. место
- 1998. -  3. место
- 2000. -  Првак
- 2002. -  3. место
- 2004. -  Првак
- 2006. -  2. место
- 2008. -  2. место
- 2010. -  2. место

## Тренутни састав
- Састав на СП 2011.

| Бр | Име                | Попзиција | Дат. рођ. | Клуб        | Утак./Гол |
| -- | ------------------ | --------- | --------- | ----------- | --------- |
| 1  | Карим Хендави      | голман    | 01.05.88. | РК Замалек  |           |
| 3  | Мохамед Рамадан    |           | 13.09.84. | РК Замалек  |           |
| 4  | Белал Марбук       |           | 02.08.84. | РК Замалек  |           |
| 5  | Мустафа Хусеин     |           | 08.01.84. | РК Ал-Ахли  |           |
| 7  | Мохамед Хашем      |           | 23.01.88. | РК Авиатион |           |
| 8  | Мохамед Ибрахим    |           | 07.03.84. | РК Ал-Ахли  |           |
| 9  | Амр Ел Каиоби      |           | 02.08.84. | РК Ал-Ахли  |           |
| 10 | Абу Ел Фетух Разек |           | 12.02.87. | РК Смуха    |           |
| 12 | Мохамед Накиб      | голман    | 06.04.74. | РК Полис    |           |
| 14 | Мохамед Ел Бохи    |           | 06.01.90. | РК Замалек  |           |
| 16 | Хади Сакр          |           | 02.09.86. | РК Ал-Ахли  |           |
| 17 | Ахмед Јусеф        |           | 04.03.88. | РК Авиатион |           |
| 19 | Мохамед Абделварес |           | 01.07.84. | РК Ал-Ахли  |           |
| 20 | Мохамед Кешк       |           | 18.04.80. | РК Авиатион |           |
| 22 | Омар Хагаг         |           | 13.03.88. | РК Полис    |           |
| 39 | Еслам Хасам        |           | 02.07.88. | РК Ал-Ахли  |           |
| 66 | Ахмед Ел Ахмар     |           | 27.01.84. | РК Замалек  |           |
| 89 | Мохамед Мамдух     |           | 01.04.89. | РК Замалек  |           |

Селектор: Јорн Момел 